# Aquae Tarbellicae
Aquae Tarbellicae est une cité aquitano-romaine et le nom antique de la ville de Dax.

## Histoire

### Sources d'eaux chaudes
Dax doit son origine aux Romains qui, à l'époque de l'empereur Auguste, ont créé la ville ancienne en lui donnant le nom d'Aquae Tarbellicae, « les eaux des Tarbelles », peuple aquitain proche des Vascons qui habitait cette région, ou aussi Aquae Auguste, « les eaux d'Auguste ».
La ville ancienne était créée autour de la source d'eau chaude dédiée à la divinité Nèhe. Ainsi la présence des eaux chaudes, très appréciées des Romains, est-elle mentionnée dans le nom latin de la ville : le suffixe Aquae est en effet le toponyme latin habituellement utilisé pour faire référence aux lieux qui ont des sources d'eau thermale à vertus thérapeutiques.
Le nom français de la ville s'orthographiait « Acqs » jusqu'à la Révolution, avec peu avant les formes « D'Acqs » ou « D'acqs » qui donneront le nom actuel : Dax. Il était alors resté plus proche de son origine latine et étymologique : Aquae qui donne également Aquis (dans la déclinaison du mot).

### Aquae Tarbellicae, chef-lieu de civitas
La ville est née après la conquête romaine, dans le contexte de la réforme augustéenne de 16 - 13 av. J.C. Elle était créée ex novo (« de neuf ») pour être le chef-lieu de la Cité des Tarbelles, une de les 21 cités qui faisaient partie de la nouvelle province romaine d'Aquitaine, dans le contexte de la réorganisation administrative romaine des anciens peuples aquitains.

### Légende du légionnaire et son chien
Selon la « Légende de Dax », un légionnaire romain possédait un chien auquel il était très attaché. Mais la bête était vieillissante et percluse de rhumatismes. Lorsque l'homme fut appelé en mission, il ne put emmener son animal avec lui. Par pitié, le légionnaire décida de mettre un terme à ses souffrances en le jetant dans l'Adour pour le noyer. De retour de campagne, il eut la surprise de retrouver son chien, vivant et en pleine forme. Ce dernier avait dérivé le long de la rivière jusqu'à des poches de boue, lui permettant de recouvrer une seconde jeunesse. C'est ainsi que les Romains auraient découvert les vertus des boues de l'Adour et des eaux de la source de la Nèhe.
La vocation thermale de Dax était née. Les légions romaines y vinrent retrouver force et vigueur. L'empereur Auguste et sa fille Julia, eux aussi, y prirent les eaux, assurant ainsi à Rome et dans toute la Gaule antique la renommée de Dax. Il lui légua son sceau en la nommant Aquae Augustae ; des thermes furent construits autour de la source de la Nèhe avec des villas romaines qui formèrent, au Bas Empire, un véritable quartier.
Du fait de sa situation géographique, la cité primitive se révéla vite une ville marchande importante et riche, ce qui lui valut d'être envahie, pillée, occupée ou visitée tour à tour par les : Alains, Suèves, Vandales, Wisigoths, Francs, Vascons, Vikings, Sarrasins et Normands.